# コゼット (小惑星)
コゼット (915 Cosette) は小惑星帯に位置する小惑星である。1918年12月14日、フランソワ・ゴネシアがアルジェで発見した。
ゴネシアの娘にちなんで名づけられた。